# Бураевская волость
Бураевская волость — волость в Бирском уезде Уфимской губернии. Волостной центр — деревня Бураева. Ныне территория волости в Бураевском районе Республики Башкортостан Российской Федерации.

## География
Протекает сплавная р. Танып, по низменными берегами которой имеются поемные луга; на последних есть озера и небольшие болота.
Всего в волости на 1906 год 27722 десятин удобной земли.

## Состав
На 1906 и 1913 годы 14 населённых пунктов.
- Азякова
- Алдарова
- Бикзянова
- Бураева — волостной центр
- Дюсьметева
- Киекбаева
- Мамадина
- Муллина
- Мустафина (теперь Старомустафино)
- Тугаева
- Утеганова
- Чишма-Бураева
- Шабаева
- Шунякова

## Население
На 1906 год население состояло из башкир (вотчинников и припущенников), тептярей, мещеряков, вотяков и черемис, всего 15195 жителей обоего пола.

## Инфраструктура
По справочнику 1906 года жители занимаются преимущественно земледелием; кроме того, домохозяева зажиточные занимаются торговлей, а бедные уходят на посторонние заработки, большею частью — на уральские прииска. Несколько развиты кустарные промыслы, из коих можно указать на следующие: тканье мочальных кулей и рогож, плетение из прутьев коробок для экипажей, выделывание дуг, валяние из шерсти сапогов и войлоков.

## Транспорт
По справочнику 1906 года в пределах волости пролегал коммерческий тракт (Бирск — Березовка).